# Dolenje Vrhpolje
Dolenje Vrhpolje je naselje v Občini Šentjernej.